# Définition ostensive
Pour les articles homonymes, voir Définition (homonymie).

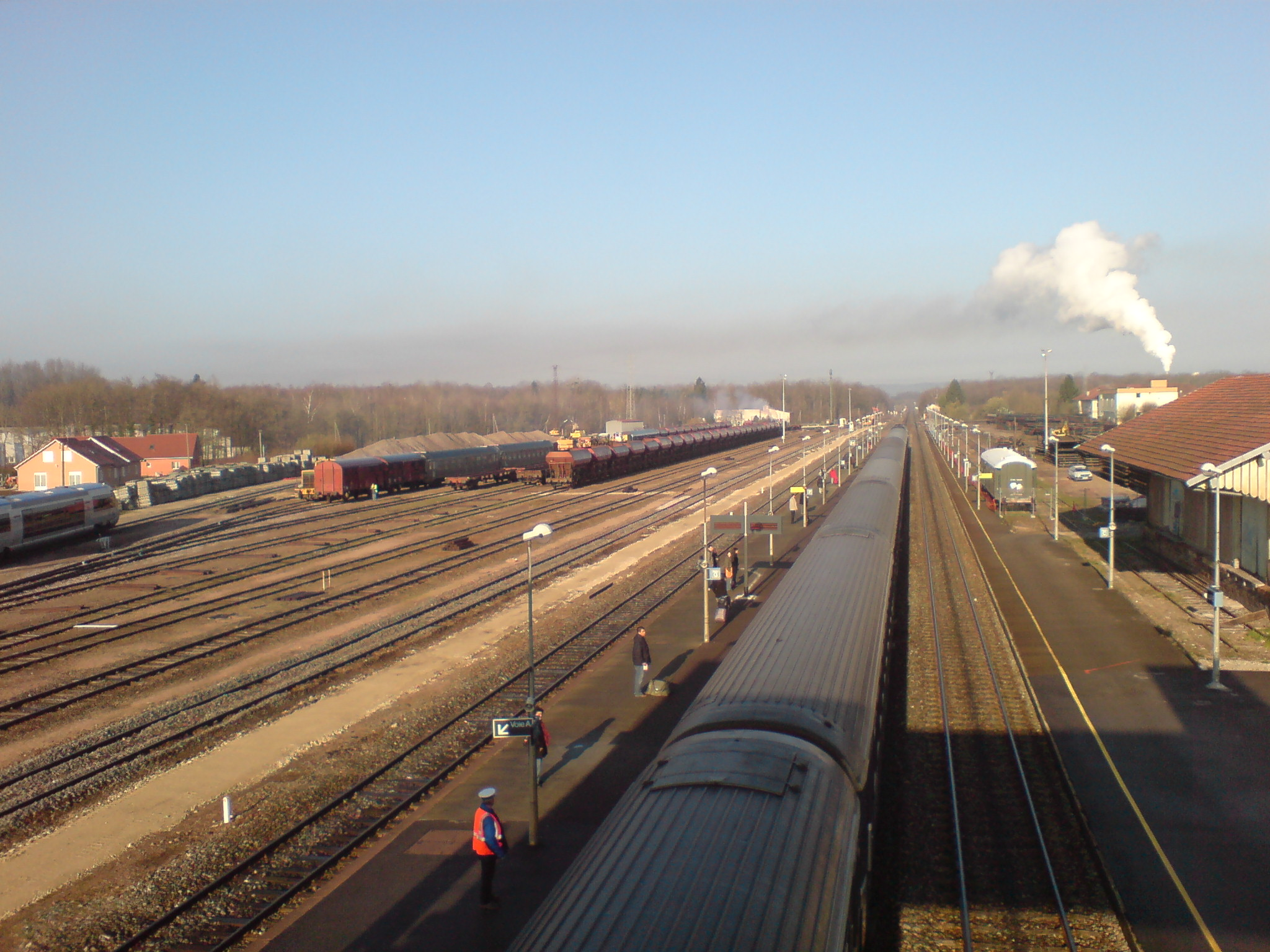
On explique souvent au débutant et aux enfants la notion de parallélisme en leur montrant des rails. Les voies sont effectivement parallèles. Dans ce cas, le point de fuite semble annuler le parallélisme.

Une définition ostensive est une définition pragmatique (qui dépend du contexte) souvent visuelle qui utilise un exemple non verbal pour désigner un objet. On définit ainsi quelque chose en le montrant du doigt. Ce sont des définitions souvent utilisées pour expliquer un terme lorsqu'une explication abstraite serait difficile (par exemple pour expliquer à un enfant ou à quelqu'un maîtrisant mal la langue employée ; ou parce que l'objet lui-même est difficile à définir, par exemple une couleur). On peut ainsi définir le rouge de façon ostensive, en montrant plusieurs objets rouges, par exemple une pomme, un signe stop, du sang, etc. 
On peut utiliser ce type de définition pour caractériser et insister sur une certaine partie de l'objet, souvent un défaut ou un trait typique. Ce type de définition est couramment employé pour appuyer une caractéristique ou bien pour faire passer une émotion ou une tonalité sarcastique (couleurs, sensations...).

## Exemples
Les couleurs :
- pour le vert clair - on dira pomme.
- pour le rouge - on dira sang.

Les définitions ostensives sont couramment utilisées dans le langage parlé. L'objet pouvant être désigné avec la main, le pied ou la tête, ce type de définition est utilisée de manière naturelle quand certains mots nous échappent pour désigner l'objet en question. Une définition ostensive a un caractère symbolique [réf. nécessaire]. Le symbole remplace l'objet réel [réf. nécessaire].
Les définitions ostensives communément utilisées sont souvent ironiques, péjoratives ou réductrices [réf. nécessaire]. Elles sont beaucoup employées dans les caricatures de personnes ou de peuples.

## Wittgenstein
Dans les Recherches philosophiques, Wittgenstein s'interroge sur l'utilité des définitions ostensives. En effet, si l’on veut définir de façon ostensive le nombre 2 en montrant deux noix, comment l’interlocuteur pourra-t-il associer ce geste au nombre 2, plutôt qu'à la couleur des noix, à leur forme, etc. Ainsi, selon Wittgenstein, une définition ostensive peut dans tous les cas être interprétée de « diverses façons ».